# Festival Humour et Eau salée
 (août 2019).

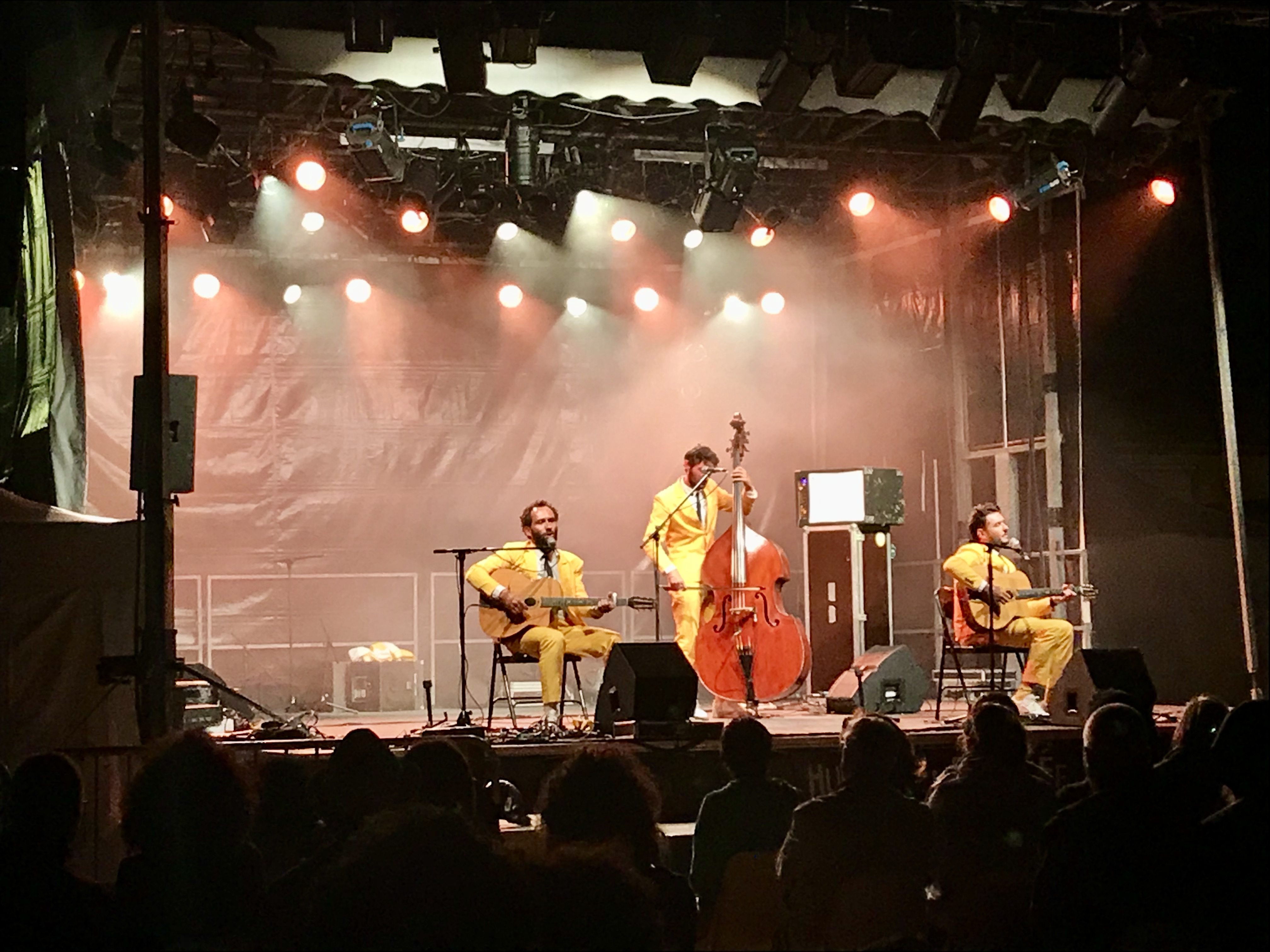
Le groupe Chanson d'Occasion, au festival « déconfiné » 2020, au Great Pangolin Stadium (Stade municipal Colette Besson) de Saint-Georges de Didonne.

Le festival Humour et Eau Salée est un événement culturel organisé chaque été depuis 1986 par l'association Créa, à Saint-Georges-de-Didonne, commune située sur l'estuaire de la Gironde, près de Royan (Charente-Maritime). 

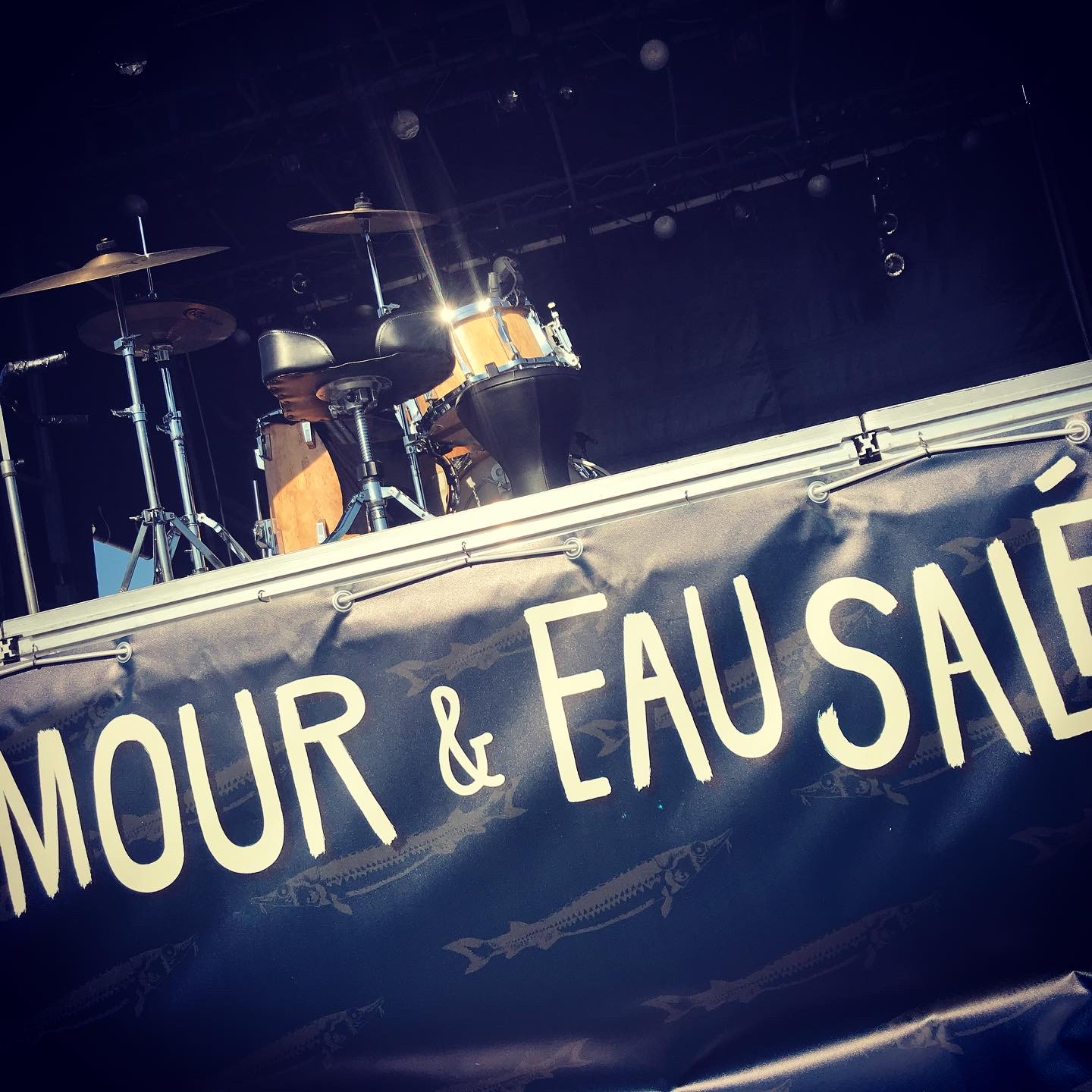

Créé à l’initiative de la municipalité de l'époque, il est spécialisé dans l’humour, le burlesque et les arts de la rue, et a vu passer sur ses différentes scènes des artistes et des humoristes réputés, qui y ont parfois fait leurs classes (Les Inconnus, Alex Métayer, Les Vamps, Laurent Gerra, Pierre Palmade, Shirley et Dino, Nicolas Canteloup). Le festival a été successivement dirigé par Michel Mandeau jusqu'en 1998, par Didier Trambouze de 1998 à 2015, et par Denis Lecat depuis 2016. Comptant parmi les principaux et les plus anciens festivals d'humour du Sud-Ouest de la France, il se tient en plein cœur de la saison touristique, entre fin juillet et début août.
Avec la nouvelle direction prise en 2016, cet évènement a été requalifié en « Festival d'humours tous azimuts dedans-dehors », et fait désormais la part belle à de multiples disciplines, de la danse au clown, en passant par le cirque ou les arts de la rue, et laisse une large part à l'interactivité avec le public, dans un esprit potache et libre, mais toujours ouvert sur le monde. Ont ainsi eu lieu en 2018, 2019 et 2020, des championnats du monde d'alpinisme horizontal sur plage, ou des concours internationaux de « Air » Feu d'artifice. 
À noter : de 1992 à 2006, le prix Iznogoud, qui récompensait de façon ironique « une personnalité médiatique à l'ambition démesurée et habituée au succès, qui a brigué une place en vue ou relevé un défi ambitieux, et a finalement essuyé un échec retentissant » était décerné dans le cadre du festival.